# Nastri d'argento 1999
Els Nastri d'argento 1999 foren la 54a edició de l'entrega dels premis Nastro d'Argento (Cinta de plata) que va tenir lloc el 27 de març de 1999 al teatre 21 de Cinecittà.

## Guanyadors

### Millor director
- Giuseppe Tornatore - La leggenda del pianista sull'oceano
- Gianni Amelio - Così ridevano
- Mario Martone - Teatro di guerra
- Nanni Moretti - Aprile
- Michele Placido - Del perduto amore

### Millor director novell
- Luciano Ligabue - Radiofreccia
- Gabriele Muccino - Ecco fatto
- Vincenzo Salemme - L'amico del cuore
- Donatella Maiorca - Viol@
- Armando Manni - Elvjs e Merilijn

### Millor productor
- Medusa Film - La leggenda del pianista sull'oceano i I giardini dell'Eden
- Fandango - Radiofreccia
- Sorpasso Film - L'odore della notte
- Lucky Red i Teatri Uniti - Teatro di guerra
- Cecchi Gori Group Tiger Cinematografica - Così ridevano

### Millor argument
- Mimmo Calopresti i Heidrun Schleef - La parola amore esiste
- Mario Martone - Teatro di guerra
- Giuseppe M. Gaudino - Giro di lune tra terra e mare
- Domenico Starnone - Del perduto amore
- Francesca Archibugi - L'albero delle pere

### Millor guió
- Giuseppe Tornatore - La leggenda del pianista sull'oceano
- Cristina Comencini - Matrimoni
- Gianni Amelio - Così ridevano
- Mario Martone - Teatro di guerra
- Ettore Scola, Silvia Scola, Furio Scarpelli i Giacomo Scarpelli - La cena

### Millor actor protagonista
- Giancarlo Giannini - La stanza dello scirocco
- Valerio Mastandrea - L'odore della notte
- Antonio Albanese - Tu ridi
- Stefano Accorsi - I piccoli maestri
- Kim Rossi Stuart - La ballata dei lavavetri

### Millor actriu protagonista
- Giovanna Mezzogiorno - Del perduto amore
- Stefania Rocca - Viol@
- Valeria Bruni Tedeschi - La parola amore esiste
- Valeria Golino - L'albero delle pere
- Francesca Neri - Matrimoni

### Millor actriu no protagonista
- Stefania Sandrelli - La cena
- Lunetta Savino - Matrimoni
- Marina Confalone - La parola amore esiste
- Lola Pagnani - Polvere di Napoli
- Cecilia Dazzi - Matrimoni

### Millor actor no protagonista
- Antonio Catania, Riccardo Garrone, Vittorio Gassman, Giancarlo Giannini, Adalberto Maria Merli, Eros Pagni, Stefano Antonucci, Giorgio Colangeli, Giuseppe Gandini, Walter Lupo, Paolo Merloni, Carlo Molfese, Sergio Nicolai, Corrado Olmi, Mario Patanè, Pierfrancesco Poggi, Francesco Siciliano, Giorgio Tirabassi, Venantino Venantini i Andrea Cambi - La cena
- Little Tony - L'odore della notte
- Luca Zingaretti - Tu ridi
- Silvio Orlando - Aprile
- Rocco Papaleo - Del perduto amore

### Millor banda sonora
- Eugenio Bennato - La stanza dello scirocco
- Ivano Fossati - L'estate di Davide
- Franco Piersanti - Così ridevano
- Battista Lena - L'albero delle pere
- Pivio e Aldo De Scalzi - Elvjs e Merilijn

### Millor fotografia
- Vittorio Storaro - Tango
- Giuseppe Lanci - I piccoli maestri
- Luca Bigazzi - Così ridevano
- Franco Di Giacomo - La cena
- Federico Masiero - I giardini dell'Eden

### Millor vestuari
- Maurizio Millenotti - La leggenda del pianista sull'oceano
- Aldo Buti - La seconda moglie
- Lina Nerli Taviani - Tu ridi
- Gianna Gissi - Così ridevano
- Maurizio Millenotti - Il mio West

### Millor escenografia
- Francesco Frigeri - La leggenda del pianista sull'oceano
- Beatrice Scarpato - Viol@
- Luciano Ricceri - La cena
- Marco Dentici - Elvjs e Merilijn
- Antonello Geleng - Il fantasma dell'Opera

### Millor muntatge
- Cecilia Zanuso - I giardini dell'Eden
- Ciprì e Maresco - Totò che visse due volte
- Roberto Perpignani i Giuseppe M. Gaudino - Giro di lune tra terra e mare
- Claudio Di Mauro - Ecco fatto
- Claudio Cormio i Luca Gasparini - Figli di Annibale

### Millor cançó
- Ho perso le parole de Luciano Ligabue - Radiofreccia
- Mama maé dels Negrita - Così è la vita
- Figli di Annibale dels Almamegretta - Figli di Annibale

### Millor doblatge femení i masculí
- Graziella Polesinanti - per la veu de Fernanda Montenegro a Central do Brasil
- Roberto Pedicini - per les veus de Jim Carrey e Kenneth Branagh a The Truman Show i Celebrity

### Millor curtmetratge
- Tanti auguri di Giulio Manfredonia

### Millor productor de curtmetratge
- NUCT – Nuova Università del Cinema e della TV

### Menció especial al curtmetratge
- Bagaglio a mano di Claudia Poggiani
- Incantesimo napoletano di Paolo Genovese e Luca Miniero

### Nastro d'Argento especial
- Ennio Morricone, per la seva investigació musical en la composició d'una banda sonora de pel·lícula a La leggenda del pianista sull'oceano
- Enzo D'Alò - La gabbianella e il gatto

### Millor pel·lícula estrangera
- Steven Spielberg - Salvem el soldat Ryan (Saving Private Ryan)
- Emir Kusturica - Gat negre, gat blanc (Crna mačka, beli mačor)
- Joel i Ethan Coen - El gran Lebowski (The Big Lebowski)
- Walter Salles - Central do Brasil
- Peter Weir - The Truman Show

### Nastro d'Argento europeu
- Radu Mihăileanu – El tren de la vida (Train de vie)